# ときメモ!ラジオ ゆめぎの高校放送室
ときメモ!ラジオ ゆめぎの高校放送室（ときメモラジオ ゆめぎのこうこうほうそうしつ）は、2008年8月27日から11月20日までKONAMI STATIONで配信されていたインターネットラジオ番組（ラジオドラマ）。配信はKONAMI STATIONの正式稼働と同時にスタートした。パーソナリティは阿澄佳奈と荻原秀樹。

## 放送概要
オープニングはフリートークや番組届いたメールを読んで始まり、ゲストがいる場合はゲスト紹介やラジオドラマについて触れる。その後、「ホンモノはど〜れだ?」や「ときめきバトル!」の2つのコーナー、ショート・ラジオドラマを挟み、お知らせ、エンディングへと流れてゆく。
パーソナリティ
- 阿澄佳奈
- 荻原秀樹

ゲスト
- 第3回 - 後藤沙緒里
- 第6回 - 辻あゆみ
- 第9回 - 矢作紗友里
- 第13回 - メタルユーキ

## 主題歌
オープニングテーマ「伝説をつかまえて」
歌：葵若葉（阿澄佳奈） 作詞：SANA
エンディングテーマ「5th dimension love」
歌：後藤沙緒里 作詞：丹下桜 作曲：前澤ヒデノリ 編曲：鴇沢直

## 番組内容

### コーナー
ふつおた
ホンモノはど〜れだ? ときめきバトル!
パーソナリティ同士による対戦式心理ゲーム。
伝説の伝言板
何かになりきってお知らせを読んで、何か伝説を残そうという無茶ぶりコーナー。

### ラジオドラマ
ストーリー
登場キャラクター / 担当声優 （登場回）
- 江戸川 優（えどがわ ゆう）：荻原秀樹（全話）

本編の主人公。恋愛に対して鈍感なところがある。
- 葵 若葉（あおい わかば）：阿澄佳奈（全話）

ヒロイン。優に対して素直になれず、ツンデレ的な態度を見せる。赤い髪をショートカットにしている。

なお、担当声優の阿澄佳奈は、『武装神姫』シリーズで、天使型アーンヴァル及び天使型アーンヴァルMk-IIを演じている。

- 静森 絵里菓（しずもり えりか）：矢作紗友里（第1回〜）

若葉のことを慕う後輩。それ故、若葉が想いを寄せる優に対してはライバル心を向けている。水色の髪でツインテール。

実は、同社の『おとぎ銃士 赤ずきん』のキャラクターの1人、グレーテルをオマージュしたキャラクターで、担当声優も同じである。

『おとぎ銃士 赤ずきん』の作中にて、グレーテルは「静森えりか」と名乗って転入生として潜入していた。
- 姫倉 千草（ひめくら ちぐさ）：後藤沙緒里（第1回〜）

若葉の親友。おっとりした性格の持ち主だが、実は腹黒い一面を持つ。黒髪・ロングヘアーで、作中の学生の中では一番の巨乳。

担当声優の後藤沙緒里は、『スカイガールズ』で園宮可憐を、『ときめきメモリアル Only Love』では椎名あやめを、

『悠幻の学び舎Radio いもうと学園!おにいちゃん時間だよっ!』内のラジオドラマ『悠幻の学び舎〜いもうと学園〜』では主人公の妹の1人・花子を演じていた。
- 六条 祭理（ろくじょう まつり）：辻あゆみ（第1回〜）

若葉が立ち上げた『超！伝説研』と対立関係にあり、ツンツンとした態度を取る。ヒロインの中では一番の常識人。軽くクセのある明るい茶色の髪をアップにしている。

担当声優の辻あゆみは『極上生徒会』で桂みなもを、『スカイガールズ』ではエリーゼ・フォン・ディートリッヒを演じていた。
- 赤月 苺（あかづき いちご）：田村ゆかり（第8回）

ゆめぎの高校のOGで、謎の多い人物。担当声優が田村ゆかりである事や、『赤月（あかづき）』という苗字から、『おとぎ銃士 赤ずきん』の主人公・赤ずきんを想起させる。

ただし、静森絵里菓とは違い、明確なオマージュではない為、詳細は不明。なお、担当声優の田村ゆかりは、『ときめきメモリアル2（及び関連作品）』では伊集院メイを、『極上生徒会』で蘭堂りのを演じている。
- 羽衣 望都（はねい もと）：金月真美（第11回）

ゆめぎの高校の教師で、超！伝説研の顧問。担当声優の金月真美は、初代『ときめきメモリアル（及び関連作品）』と『オトメディウス エクセレント!』で、藤崎詩織を演じていた。

また、金月真美は『ときめきメモリアル』で、『もっと!モット!ときめき』という主題歌を歌っており、『望都（もと）』という名前との繋がりを想起させる。

他にも、金月は『がんばれゴエモン3 獅子重禄兵衛のからくり卍固め』ではしおりを、『アザーライフ アザードリームス』ではセルフィ・ロード、

『パロウォーズ』ではベリアル、『十二国記 -赫々たる王道 紅緑の羽化-』ではゲームオリジナルキャラクターの琳蘭と秋官長を演じている。
スタッフ
- 原案：KUMA
- 脚本：岡本和久、新間一彰、高椋稔
- キャラクターデザイン：岬下部せすな
- 音響監督：岩浪美和
- スーパーバイザー：メタルユーキ

## 備考
- 第1回から毎週配信されたが、第1回と第2回では収録時期に1ヶ月ほどの間がある。そのため、阿澄佳奈は相方が「荻原（おぎはら）」か「萩原（はぎはら）」かと、荻原の名前をうろ覚えだった。
- ラジオドラマには、ときめきメモリアルのBGMが使われている他、羽衣望都が『もっと!モット!ときめき』を歌うシーンがある。
- 最終回を記念して、キャラクターデザイン担当の岬下部せすなが若葉、絵里菓、千草、祭理を描き下ろしで描き、担当声優がそれぞれサインを入れたサイン色紙が全4枚、各1名のリスナーにプレゼントされた。
- KONAMI STATIONには『ときめきメモリアル』関連の番組としては、他にも『ときめきメモリアル Girl's Station』がある（水曜日配信、パーソナリティは緑川光と森田成一）。

## 関連商品
放送が終了してから1年以上経過した、2009年12月25日にコナミスタイルにて発売された。
ドラマCD　ときメモ！　Vol.1　超！伝説研・誕生だよ♪
ラジオドラマ第1回から第8回までと、「伝説をつかまえて」「5th dimension love」を収録
ドラマCD　ときメモ！　Vol.2　やっぱり・本気の告白っ♪
ラジオドラマ第9回から第13回（最終回）までと、ラジオ本編全話および録り下ろし特典を収録。